# 圖賴夫
圖賴夫是沙特阿拉伯的城鎮，位於該國北部，毗鄰與約旦接壤的邊境，由北部邊疆省負責管轄，海拔高度超過850米，鎮上有機場設施，2004年人口41,785。